# ランティス
ランティス（英: Lantis）は、バンダイナムコミュージックライブのレコードレーベル。
1999年11月26日に株式会社ランティスとして設立。2018年4月1日付でバンダイビジュアルを存続会社として合併の上、株式会社バンダイナムコアーツに社名変更したことに伴い、法人としては解散。「ランティス（Lantis）」は音楽関連商品のレーベルの名称として、シンボルロゴと共に継承された。

## 概要
業績不振から2000年に清算となったバンダイ・ミュージックエンタテインメント（旧：アポロン音楽工業。以下BME）とアミューズとの折半出資で設立されたBMEの子会社エアーズ（BME清算後はアミューズ単独出資）の元従業員らにより創立される。アニメ・ゲーム関連の音楽および関連ライブ映像の制作をメインに、アニメ映像作品の製作委員会にも多数参加している。
社長は設立から解散まで代替わりすることなくLAZYのキーボード担当で音楽プロデューサーの井上俊次が担い、合併したバンダイナムコアーツ副社長を経て、2021年4月1日付けで退任。
「ランティス」という名前は麻宮騎亜により「アトランティス」より命名。「ランティス」創立以前の1994年、当時シックスティ・ミュージックネットワーク社のプロデューサー・ディレクターであった井上が、麻宮原作の「サイレントメビウス」シリーズのアルバムを発売するにあたり「Lantis」レーベルが作られた。なお、現在の「ランティス」とは商標・フォント共に異なっている。
販売・流通ルートの歴史や他メーカーとの関りについては本項の#レーベルや#他アニメ関連業者との関係などを参照のこと。

## レーベル
Lantis
創業以来使用している基本レーベル。2009年3月までキングレコードに販売委託を行っていた。以降は旧バンダイビジュアルに販売委託を行っており、同社との合併でバンダイナムコアーツとなったことに伴い、一旦は制作から販売まで一貫して行える体制が整ったが、2022年4月1日のランティス事業のバンダイナムコミュージックライブへの移行とバンダイビジュアル事業のバンダイナムコフィルムワークスへの承継に伴い、再び制作・発売担当と販売担当の2社体制に戻った。
Kiramune（キラミューン）
映像部門（旧：バンダイビジュアル）、バンダイナムコライブクリエイティブとの共同制作による、男性声優アーティスト専門レーベルである。
GloryHeaven（グローリーヘブン）
2009年2月25日に同社公式ホームページにて新設が発表された。ソニー・ミュージックソリューションズ（旧：ソニー・ミュージックディストリビューション→ソニー・ミュージックマーケティング）の販売・流通を用いている。
ソニーミュージックの所属声優ユニット「スフィア」はこのレーベルでデビューし（メンバーのソロ活動はミュージックレインが発売・ソニーが販売を担当）、アニプレックス作品関連の曲もこのレーベルを利用する。実質上、ランティスとソニーミュージックの共同アニメレーベルと言っても良い。所属アーティストが相次いで移籍したため、現在は事実上スフィアのプライベートレーベルとして機能している。
Purple One Star（パープルワンスター）
bluesofaとの共同制作によるレーベル。レーベルプロデューサーは本間昭光、販売元はソニー・ミュージックソリューションズ。第1弾アーティストとして2020年に降幡愛がデビュー。
MoooD Records（ムードレコーズ）
2024年2月に世界的視点で大ヒットを生み出すことを目的としたレーベルが発足。
UNIERA（ユニエラ）
2025年5月に新進気鋭の才能からベテランクリエイターまで、ジャンルやスタイルを問わず、アーティストの個性を引き出すことを目指したレーベルが発足。
L SCORE（えるすこ）
2020年1月29日にランティスレーベルのアニソン公式アレンジ楽譜を中心とした楽譜ブランド。

### 過去のレーベル
Mellow Head（メロウヘッド）
2004年7月にジェネオンエンタテインメントの販売・流通を用いる新会社オンザランを設立した際に創設される。オンザランは2006年8月31日付けで親会社のランティスに吸収合併されたが、「Mellow Head」レーベルは同社の一レーベルとして存続した。ジェネオンと共同製作する作品の曲もこのレーベルを利用していたが、2011年9月30日付で廃止され、このレーベルに所属していたアーティストはLantisもしくはGloryHeavenに移動する形で移籍した。現在も販売を継続している同レーベル廃止前発売作品に関しては、2012年2月1日以降は販売がバンダイビジュアルへ継承されている（合併後はLantis同様自社網化）。
GUNBOY（ガンボーイ）
サンライズ音楽出版（現：サンライズミュージック）のレーベル。2015年4月15日にランティスとの協業第1弾作品『ガンダム Gのレコンギスタ オリジナルサウンドトラック』をリリース。
GOOM STUDIO（グームスタジオ）
2020年9月30日発足のバーチャルYouTuberレーベル。第1弾アーティストとしてミライアカリが所属。ミライアカリが2023年3月31日にバーチャルYouTuberの活動を引退したため運営終了。

## 沿革
- 1999年11月26日 - 株式会社ランティス（英: Lantis Co., Ltd.[注 4]）設立。設立当初の社員は4人。恵比寿のマンションの一室からのスタートだった[10]。
- 2003年 - アートバンクを吸収合併する。
- 2004年 - オンザランを設立し、『ランティスウェブラジオ』が開始される。
- 2006年 - バンダイビジュアルとネット配信やプロモーション等で業務提携し5月1日付で同社50.6%出資による連結子会社化する。8月31日付でオンザランを吸収合併し、「Mellow Head」はランティス内のレーベルとなる。
- 2009年
  - 2月25日 - 「GloryHeaven」レーベル新設を発表する。販売・流通委託先はソニー・ミュージックマーケティング（旧ソニー・ミュージックディストリビューション）。
  - 3月1日 - エモーションの音楽事業の譲渡を受け、バンダイナムコグループの保有する音楽原盤の一元管理を開始する。
  - 4月3日 - この日の出荷分よりランティスレーベル分の販売・流通の委託先をバンダイビジュアルに移管する。
  - 4月7日 - ランティス設立10周年を記念し、音楽情報番組『Run Run LAN!』を一社提供で半年間放送する。テレ玉などの独立UHF局で放送を開始する。
  - 4月24日 - バンダイビジュアルとの共同レーベル「Kiramune」を新設する。
  - 9月26日・27日 - 富士急ハイランドにて所属アーティストによる10周年ライブ『ランティス祭り』を開催。
- 2011年
  - 8月1日 - 音楽制作部が独立し、アイウィルを設立。
  - 9月30日 - 「Mellow Head」レーベルを廃止。所属していたアーティストはLantisもしくはGloryHeavenに移籍。
- 2013年
  - 4月1日 - バンダイビジュアルが株式を追加取得し、同社の完全子会社となる[11]。
- 2014年7月19日 - 2015年4月19日 - 設立15周年を記念し、所属アーティストによる記念ライブ「ランティス祭り 2014」を国内4か所9公演、「ANISONG WORLD TOUR 2015 Lantis Festival」を海外6か所11公演開催。
- 2015年4月1日 - 日本レコード協会の会員資格を準会員から正会員へ変更[12]。
- 2016年
  - 2月 - アミューズとの合弁会社「AmuseLantis Europe S.A.S.」を設立[13][14]。
  - 7月1日 - アイウィルの音楽制作部門を継承。
- 2018年4月1日 - バンダイビジュアルと合併し、バンダイナムコアーツが発足[15]。存続会社はバンダイビジュアルで、ランティスは解散。「ランティス」の名称は合併後も音楽部門のレーベル名として存続し、シンボルロゴも継続使用する[1]。
- 2022年4月1日 - バンダイナムコアーツの音楽事業部門とバンダイナムコライブクリエイティブ、サンライズミュージックが合併・統合しバンダイナムコミュージックライブが発足[16]。

## 所属アーティスト
※ この項では既に契約が終了した者も含み、「キャラクターソングでのみ参加」の者や、単発でリリースした者は省略する。

### ランティス
販売元：キングレコード（ - 2009年3月）→バンダイナムコアーツ（旧：バンダイビジュアル、2009年4月 - 2022年3月）→バンダイナムコミュージックライブ（2022年4月 - ）

#### あ行
- access
- AIKATSU☆STARS!
- 相沢梨紗（でんぱ組.inc）
- AiRI
- Aqours
- アツミサオリ
- Annabel
- ALI PROJECT（元Mellow Headレーベル所属。他のレコード会社からも発売）
- ARCANA PROJECT（ディアステージとの共同プロデュース）
- 飯塚雅弓
- いきづらい部!
- 石田燿子
- 伊藤かな恵
- 伊藤真澄
- 上田麗奈
- 遠藤会
- 遠藤正明
- 大木貢祐
- 大橋彩香
- 緒方恵美
- 奥井雅美
- 小野賢章
- 小野大輔

#### か行
- 影山ヒロノブ
- 叶
- 喜多修平
- きただにひろし
- King&Rogueone
- CooRie（一時期Mellow Headレーベルに所属）
- 熊田茜音
- GRANRODEO（一時期GloryHeavenレーベルに所属）
- 栗林みな実（他のレコード会社からも発売）
- 来栖りん
- KUROFUNE

#### さ行
- 佐久間貴生
- 佐咲紗花
- 佐々木李子
- SERRA（元Purple One Starレーベル所属）
- ZAQ
- JAM Project
- 少女病
- 新谷良子
- SCREEN mode
- 鈴木愛奈
- 鈴村健一
- STEREO DIVE FOUNDATION
- Ceui
- Saint Snow

#### た行
- 高槻かなこ
- 田所あずさ
- Chima
- ChouCho
- 丁
- TECHNOBOYS PULCRAFT GREEN-FUND
- 寺島拓篤
- toi toy toi
- TRUE
- たぴみる

#### な - ま行
- 仲村宗悟
- NACHERRY
- nano.RIPE
- 虹ヶ咲学園スクールアイドル同好会
- 西山宏太朗
- ニノミヤユイ
- Nowlu
- 橋本みゆき
- 蓮ノ空女学院スクールアイドルクラブ
- 畑亜貴
- 畠中祐
- 平野綾（ユニバーサル ミュージック ジャパンから移籍）
- 樋口楓
- ヒャダイン
- Faylan
- 福山芳樹
- 渕上舞
- 古川慎
- Void_Chords
- 堀内まり菜
- MindaRyn
- 岬なこ
- 美郷あき
- milktub
- μ's
- 森久保祥太郎

#### や - わ行
- 山本陽介
- 結城アイラ
- eufonius（他のレコード会社からも発売）
- 妖精帝國
- yozuca*
- ラックライフ
- Liella!
- rionos
- Liyuu
- RIRIKO
- LAZY
- R・O・N

### Kiramune
販売元：バンダイナムコアーツ（旧バンダイビジュアル）
- Uncle Bomb
- 入野自由
- 江口拓也
- 岡本信彦
- 柿原徹也
- 神谷浩史
- KAmiYU
- CONNECT
- SparQlew
- Trignal
- 浪川大輔
- 吉野裕行

### GloryHeaven
販売元：ソニー・ミュージックソリューションズ（旧：ソニー・ミュージックディストリビューション、ソニー・ミュージックマーケティング）
- スフィア

### Purple One Star
販売元：ソニー・ミュージックソリューションズ
- 降幡愛

### MoooD Records
- MIYAVI（Purple One Starレーベルから移籍）
- ASH DA HERO（Purple One Starレーベルから移籍）
- PassCode (2024年 - USM JAPANから移籍)
- 零（Rampage from EXILE TRIBEメンバーである川村壱馬のソロデビュー）
- SKY-HI×Nissy (MoooD Recordsから楽曲「Stormy」をリリース)

### UNIERA
- LINKL PLANET（SUNRISE Musicレーベルから移籍）
- INUWASI
- majiko（2018年USMから移籍）
- DAOKO

## かつて在籍していたアーティスト
あ行
- 荒井麻珠（元Purple One Starレーベル所属、2024年7月GLEANへ移籍）
- OUTER-TRIBE
- 麻生夏子
- あっとせぶんてぃーん (めいどいん！ 解散以後はインディーズで活動後、ドリーミュージックに移籍)
- UNDER17（2004年12月解散）
- イカ娘
- 伊藤静（元Mellow Headレーベル所属）
- 岩田光央
- 宇都宮隆
- ULTRA-PRISM（元Mellow Headレーベル所属）
- SV TRIBE
- SKE48（2009年12月25日日本クラウンへ移籍発表）
- 小野友樹（自主レーベルへ移行）
- ORESAMA
- OLDCODEX（元GloryHeavenレーベル所属、2022年5月解散）

か行
- 梶裕貴
- 喜多村英梨（2011年5月9日キングレコードの社内レーベルのスターチャイルド〈現：KING AMUSEMENT CREATIVE〉へ移籍発表）
- 釘宮理恵
- kukui
- Crustacea
- クローバー（事実上の解散）
- 幸田夢波
- 小坂りゆ（2009年10月フリーに転身。2008年にエイベックスから移籍したがランティス名義でのCDは販売していない）
- 小枝
- 後藤邑子
- KOTOKO（『おねがいティーチャー』のOP、『おねがいツインズ』のOPを担当）

さ行
- 早乙女由香（一身上の都合にて引退）
- 桜川めぐ
- 佐藤ひろ美（2016年12月引退）
- 紫乃宮まゐ（ヴィオレ魔ゐ）（歌唱：美郷あき）（『バトルスピリッツ 少年激覇ダン/バトルスピリッツ ブレイヴ』より）
- Sea☆A（2013年6月解散）
- G.Addict
- 椎名へきる
- 清水愛
- 白石稔
- 鈴木達央
- STAR☆ANIS
- StylipS
- Snow*
- 瀬名
- solua（活動なし）

た行
- 第二文芸部
- 茅原実里（一時期GloryHeavenレーベルに所属）
- 千葉紗子（2005年秋に声優活動主体への路線転換声明を発表）
- 2HEARTS
- DEARDROPS
- DearDream
- でんぱ組.inc（2011年にトイズファクトリーへ移籍）

な行
- NOW ON AIR（事実上解散）
- 中原麻衣
- NANA
- 野川さくら（2007年に離籍。2010年、FOXTROTに移籍）
- のみこ
- 能登麻美子

は行
- 速水奨
- ヒーラーガールズ（解散）
- 平川大輔
- BLOOD STAIN CHILD
- fhána   (2023年3月日本コロムビアへ移籍)
- Fo'xTails（解散）

ま行
- 魔戒歌劇団
- marble（活動休止）
- Mia REGINA（2023年7月16日活動終了）
- ミルキィホームズ（2013年に響ミュージックへ移籍）
- めいどいん!(あっとせぶんてぃーん)（一時期Purple One Starレーベル所属、2024年3月28日解散）
- meg rock(2011年に自主レーベルのhoneyboot recordsを設立し独立)
- みっくすJUICE（2004年1月解散）
- MOSAIC.WAV
- 宮崎羽衣（5pb.を経て、FOXTROTに移籍）

や行
- 山本和臣
- ゆうまお
- YURIA
- U_WAVE

ら行
- Larval Stage Planning
- Rita
- Little Non（2011年2月解散）
- Riryka
- RIRIKO
- 凛
- Rey（2013年8月解散）

わ行
- ワイルド三人娘

販売元：バンダイナムコアーツ
- ミライアカリ（2023年3月31日引退）

## スタッフ
各アーティストのプロデュースやプロモーションを務める。
現在
- 小池克実（主にALI PROJECTを担当しており、アニメ作品のプロデューサーも担当している。）
- 岩下由希恵（主にJAM Project・Rey・新谷良子・茅原実里・喜多修平等を担当しており、アニメ作品のプロデューサーも担当している）
- 臼倉竜太郎（主に妖精帝國・STAR☆ANIS・AIKATSU☆STARS!・Mia REGINA・TRUE等を担当しており、アニメ作品のプロデューサーも担当している。）
- 吉江輝成（主に大橋彩香・畠中祐・寺島拓篤等を担当しており、アニメ作品のプロデューサーも担当している。）
- 関根陽一（主にアイドルマスター シャイニーカラーズ・古川慎・渕上舞等を担当しており、アニメ作品のプロデューサーも担当している。）

過去
- 木皿陽平（主に大橋彩香・田所あずさ・SCREEN mode・fhána等のアーティスト、ほかアニメ作品のプロデューサーも担当。2018年3月に退職し、「ストレイキャッツ」を設立。）
- 斎藤滋（主に茅原実里・yozuca*・milktub・TRUEを担当、ほかアニメ作品の音楽プロデューサーやラジオ番組も担当 2018年3月に退職し、「ハートカンパニー」を設立。）
- 堤健一郎（主に中原麻衣・新谷良子・クローバー・宮崎羽衣・ゆうまお・鈴木達央・小野大輔・StylipS・nano.RIPE・ヒャダイン等のアーティストを担当、イベント司会も行っていた。アイウィルへの出向を経て、時期は不明だが既に退職し、2016年頃よりマーベラスの音楽プロデューサー・ディレクターとなっている。）
- 井上俊次（元バンダイナムコアーツ代表取締役副社長で、ランティスの創業者。）
- 松村起代子（元バンダイナムコアーツ取締役 音楽マネジメント本部担当で、主にJAMProjectを担当している。バンダイナムコアーツから独立した「ハイウェイスター」社長。）
- 櫻井優香（主に栗林みな実・CooRieを担当しており、アニメ作品のプロデューサーも担当。 2023年に退職し、井上俊次のグループ会社Earkth傘下を中心に新レーベル「GLEAN」を設立。）
- 鈴木めぐみ（主に小野大輔・茅原実里等を担当。2023年に退職し、Earkth傘下を中心に新設レーベル「GLEAN」に取締役として参加。）

## アニメ・ゲーム関連音楽制作参加作品

### ランティス制作参加

#### アニメ
1999年
- 宇宙海賊ミトの大冒険
- 宇宙海賊ミトの大冒険2人の女王様

2000年
- エクスドライバー
- 真ゲッターロボ対ネオゲッターロボ
- 天使禁猟区
- Fragile Hearts Series 〜こわれもの〜

2001年
- おとぎストーリー 天使のしっぽ
- ギャラクシーエンジェルアニメシリーズ ※初期シリーズは自社で音楽制作、その後はブロッコリー音楽出版にライセンス供与
- 激闘!クラッシュギアTURBO
- 超GALS!寿蘭
- フィギュア17 つばさ&ヒカル
- マジンカイザー
- 魔法少女猫たると
- Z.O.E Dolores, i
- 仰天人間バトシーラー
- 砂漠の海賊!キャプテンクッパ
- よばれてとびでて!アクビちゃん

2002年
- アーケードゲーマーふぶき
- あずまんが大王
- おねがい☆ティーチャー
- こすぷれCOMPLEX
- 超重神グラヴィオン
- 灰羽連盟
- ヒートガイジェイ
- ぴたテン

2003年
- 一騎当千（音楽制作協力）
- おねがい☆ツインズ
- 君が望む永遠
- クロノクルセイド
- 魁!!クロマティ高校
- 出撃!マシンロボレスキュー
- 天使のしっぽ Chu!
- スクラップド・プリンセス
- セイント・ビースト 〜聖獣降臨編〜
- D.C. 〜ダ・カーポ〜
- ななか6/17
- 成恵の世界
- ぽぽたん
- マジンカイザー 死闘!暗黒大将軍
- 妄想科学シリーズ ワンダバスタイル
- MOUSE
- HAND MAID マイ

2004年
- GIRLSブラボー first season
- げんしけん
- くじびきアンバランス
- 恋風
- 新ゲッターロボ
- DearS
- 超重神グラヴィオンZwei
- パンダーゼットTHE ROBONIMATION
- 光と水のダフネ
- Phantom -PHANTOM THE ANIMATION-
- 双恋
- Φなる・あぷろーち
- カッパの飼い方
- 遊☆戯☆王デュエルモンスターズGX
- 舞-HiME
- 美鳥の日々
- アカネマニアックス〜流れ星伝説剛田〜

2005年
- IGPX
- GIRLSブラボー second season
- だめっこどうぶつ
- ガンパレード・オーケストラ
- SHUFFLE!
- スーパーロボット大戦ORIGINAL GENERATION THE ANIMATION
- 好きなものは好きだからしょうがない!!
- セイント・ビースト 〜幾千の昼と夜〜
- D.C.S.S. 〜ダ・カーポ セカンドシーズン〜
- ノエイン もうひとりの君へ
- フタコイ オルタナティブ
- 舞-乙HiME
- タイドライン・ブルー
- ギャグマンガ日和シリーズ
- らいむいろ流奇譚X CROSS 〜恋、教ヘテクダサイ。〜
- ピーチガール
- いちご100%
- IZUMO -猛き剣の閃記-
- SPEED GRAPHER
- 機動新撰組 萌えよ剣

2006年
- あさっての方向。
- うたわれるもの
- ギャラクシーエンジェる〜ん
- かしまし 〜ガール・ミーツ・ガール〜
- よみがえる空 -RESCUE WINGS-
- くじびき♥アンバランス
- スーパーロボット大戦OG -ディバイン・ウォーズ-
- 涼宮ハルヒの憂鬱
- Strawberry Panic
- すもももももも 地上最強のヨメ
- タクティカルロア
- 姫様ご用心
- イノセント・ヴィーナス
- Project BLUE 地球SOS
- あゆまゆ劇場
- 舞-乙HiME Zwei
- 鬼公子炎魔
- マジカノ
- らぶドル 〜Lovely Idol〜 ※avex modeとの提携
- 錬金3級 まじかる?ぽか〜ん
- ガラスの艦隊
- まもって!ロリポップ
- 恋する天使アンジェリーク
- HANOKA〜葉ノ香〜
- Gift 〜ギフト〜 eternal rainbow
- RED GARDEN

2007年
- アイドルマスター XENOGLOSSIA
- 怪物王女
- かみちゃまかりん
- キミキス pure rouge
- ケータイ少女
- げんしけん2
- 鋼鉄神ジーグ
- こどものじかん
- SHUFFLE! MEMORIES
- School Days
- スパイダーライダーズ 〜よみがえる太陽〜
- セイント・ビースト 〜光陰叙事詩天使譚〜
- D.C.II 〜ダ・カーポII〜
- ひだまりスケッチシリーズ
- ぽてまよ
- もえたん
- sola
- 機神大戦ギガンティック・フォーミュラ
- 装甲騎兵ボトムズ ペールゼン・ファイルズ
- 君が望む永遠 〜Next Season〜
- らき☆すた
- Venus Versus Virus
- 京四郎と永遠の空
- Master of Epic The Animation Age
- 神曲奏界ポリフォニカ

2008年
- あかね色に染まる坂
- 喰霊―零―
- 君が主で執事が俺で
- 狂乱家族日記
- 舞-乙HiME 0〜S.ifr〜
- 紅 kurenai
- チーズスイートホーム
- ケロロ軍曹 ※5thシーズン以降
- シゴフミ
- テイルズ オブ ジ アビス
- 絶対衝激 〜PLATONIC HEART〜
- D.C.II S.S. 〜ダ・カーポII セカンドシーズン〜
- true tears
- 二十面相の娘
- ネオ アンジェリーク Abyss
- ネオ アンジェリーク Abyss -Second Age-
- バトルスピリッツ 少年突破バシン
- ヒャッコ
- BLASSREITER

2009年
- 青い花
- アキカン!
- 明日のよいち!
- うみものがたり 〜あなたがいてくれたコト〜
- CANAAN
- キディ・ガーランド
- けんぷファー
- 咲-Saki-
- 神曲奏界ポリフォニカ クリムゾンS
- 真マジンガー 衝撃!Z編 on television
- 涼宮ハルヒの憂鬱（2009年版）
- 涼宮ハルヒちゃんの憂鬱
- にょろーん ちゅるやさん
- 宇宙をかける少女
- 黒神
- 空を見上げる少女の瞳に映る世界
- マリア様がみてる 4thシーズン
- 宙のまにまに
- 大正野球娘。
- 戦う司書 The Book of Bantorra
- ティアーズ・トゥ・ティアラ
- テガミバチ
- テイルズ オブ ヴェスペリア 〜 The First Strike 〜
- 天上人とアクト人最後の戦い
- NEEDLESS
- 初恋限定。
- バトルスピリッツ 少年激覇ダン
- Phantom 〜Requiem for the Phantom〜
- プリンセスラバー!
- よくわかる現代魔法
- ミラクル☆トレイン〜大江戸線へようこそ〜

2010年
- あそびにいくヨ!
- いちばんうしろの大魔王
- SDガンダム三国伝 Brave Battle Warriors
- ゆとりちゃん
- えむえむっ!
- おとめ妖怪 ざくろ
- 刀語
- 劇場版“文学少女”
- 祝福のカンパネラ
- 侵略!イカ娘
- スーパーロボット大戦OG -ジ・インスペクター-
- 涼宮ハルヒの消失
- 聖痕のクェイサー
- 装甲騎兵ボトムズ Case;IRVINE
- ボトムズファインダー
- 探偵オペラ ミルキィホームズ
- テガミバチ REVERSE
- 伝説の勇者の伝説
- 咎狗の血
- トランスフォーマー アニメイテッド
- バカとテストと召喚獣
- バクマン。
- バトルスピリッツ ブレイヴ
- 百花繚乱 サムライガールズ
- ブレイク ブレイド
- みつどもえ
- れでぃ×ばと!

2011年
- IS 〈インフィニット・ストラトス〉
- 俺たちに翼はない
- カードファイト!! ヴァンガード
- 神様のメモ帳
- Rio RainbowGate!
- 装甲騎兵ボトムズ 孤影再び
- 機動戦士ガンダムAGE
- 境界線上のホライゾン
- マジンカイザーSKL
- TIGER & BUNNY
- メタルファイト ベイブレード 4D
- クロスファイト ビーダマン
- 30歳の保健体育
- 侵略!?イカ娘
- 聖痕のクェイサーII
- 世界一初恋
- 世界一初恋2
- 戦場のヴァルキュリア3 -誰がための銃瘡-
- そふてにっ
- T.P.さくら 〜タイムパラディンさくら〜 時空樹防衛戦
- トリコ
- トワノクオン
- 英雄伝説 空の軌跡
- にゃんぱいあ The Animation
- 猫神やおよろず
- 日常
- バカとテストと召喚獣にっ!
- バクマン。 第2シリーズ
- 花咲くいろは
- VitaminX Addiction
- +チック姉さん
- Baby Princess 3Dぱらだいす0（ラブ）
- マイの魔法と家庭の日
- 真剣で私に恋しなさい!!
- ましろ色シンフォニー
- 魔乳秘剣帖
- みつどもえ 増量中!
- 未来日記
- カーニバル・ファンタズム

2012年
- アイカツ!（音楽制作協力）
- Another
- あらしのよるに 〜ひみつのともだち〜
- お兄ちゃんだけど愛さえあれば関係ないよねっ
- カードファイト!! ヴァンガード アジアサーキット編
- ガールズ&パンツァー
- カンピオーネ! 〜まつろわぬ神々と神殺しの魔王〜
- 黒子のバスケ
- クロスファイト ビーダマンeS
- 恋と選挙とチョコレート
- CØDE:BREAKER
- ゴクジョッ。〜極楽院女子高寮物語〜
- この中に1人、妹がいる!
- 咲-Saki-阿知賀編 episode of side-A
- さんかれあ
- 獣旋バトル モンスーノ
- 人類は衰退しました
- だから僕は、Hができない。
- TARI TARI
- 探偵オペラ ミルキィホームズ 第2幕
- 探偵オペラ ミルキィホームズ Alternative ONE & TWO
- 中二病でも恋がしたい！
- 夏色キセキ
- ハイスクールD×D
- バクマン。 第3シリーズ
- はぐれ勇者の鬼畜美学
- 華ヤカ哉、我ガ一族 キネトグラフ
- 緋色の欠片
- 緋色の欠片 第二章
- 氷菓
- めだかボックス
- めだかボックス アブノーマル
- こいけん!

2013年
- RDG レッドデータガール
- アラタカンガタリ〜革神語〜
- 宇宙戦艦ヤマト2199
- 有頂天家族
- カーニヴァル
- 戦勇。
- SHORT PEACE
- 境界の彼方
- ぎんぎつね
- 黒子のバスケ（第2期）
- ささみさん@がんばらない
- 翠星のガルガンティア
- 閃乱カグラ
- D.C.III 〜ダ・カーポIII〜
- のんのんびより
- ハイスクールD×D NEW
- 八犬伝―東方八犬異聞―
- はたらく魔王さま！
- 劇場版 花咲くいろは HOME SWEET HOME
- 百花繚乱 サムライブライド
- Fate/kaleid liner プリズマ☆イリヤ
- Free!
- BLAZBLUE ALTER MEMORY
- 勇者になれなかった俺はしぶしぶ就職を決意しました。
- ラブライブ!
- ガンダムビルドファイターズ
- ローゼンメイデン（新アニメ）
- ワルキューレ ロマンツェ
- 宮河家の空腹
- どーにゃつ

2014年
- ウィッチクラフトワークス
- 牙狼-GARO- -炎の刻印-
- グラスリップ
- 健全ロボ ダイミダラー
- 最近、妹のようすがちょっとおかしいんだが。
- 咲-Saki- 全国編
- さばげぶっ!
- 天体のメソッド
- 中二病でも恋がしたい!戀
- 東京ESP
- ノブナガ・ザ・フール
- Hybrid Child
- パックワールド
- バディ・コンプレックス
- ガンダム Gのレコンギスタ
- ガンダムビルドファイターズトライ
- Fate/kaleid liner プリズマ☆イリヤ ツヴァイ!
- Free!-Eternal Summer-
- 僕らはみんな河合荘
- マンガ家さんとアシスタントさんと
- LOVE STAGE!!
- ラブライブ!（第2期）
- RAIL WARS!

2015年
- かみさまみならい ヒミツのここたま
- 牙狼 -紅蓮ノ月-
- GANGSTA.
- 劇場版 境界の彼方 -I'LL BE HERE-
- 黒子のバスケ（第3期）
- ゴッドイーター
- コメット・ルシファー
- コンクリート・レボルティオ〜超人幻想〜
- 櫻子さんの足下には死体が埋まっている
- 純潔のマリア
- 純情ロマンチカ3
- 長門有希ちゃんの消失
- バトルスピリッツ 烈火魂
- Fate/kaleid liner プリズマ☆イリヤ ツヴァイ ヘルツ!
- 響け！ユーフォニアム
- 夜ノヤッターマン
- ラブライブ!The School Idol Movie
- 機動戦士ガンダム THE ORIGIN
- 機動戦士ガンダム 鉄血のオルフェンズ
- ワンパンマン

2016年
- アイカツスターズ!
- おしえて! ギャル子ちゃん
- 彼女と彼女の猫 -Everything Flows-
- 競女!!!!!!!!
- 紅殻のパンドラ
- SERVAMP-サーヴァンプ-
- 最弱無敗の神装機竜
- 少女たちは荒野を目指す
- 食戟のソーマ 弐ノ皿
- 装神少女まとい
- 田中くんはいつもけだるげ
- チア男子!!
- Dimension W
- テイルズ オブ ゼスティリア ザ クロス
- TRICKSTER -江戸川乱歩「少年探偵団」より-
- ドリフェス!
- ばくおん!!
- はんだくん
- ハルチカ〜ハルタとチカは青春する〜
- 響け! ユーフォニアム2
- ビッグオーダー
- Fate/kaleid liner プリズマ☆イリヤ ドライ!!
- フリップフラッパーズ
- 文豪ストレイドッグス
- 無彩限のファントム・ワールド
- バトルスピリッツ ダブルドライブ
- ももくり
- ラクエンロジック
- ラブライブ!サンシャイン!!
- レガリア The Three Sacred Stars
- ろんぐらいだぁす!

2017年
- ID-0
- ACCA13区監察課
- アリスと蔵六
- 妹さえいればいい。
- 有頂天家族2
- Code:Realize 〜創世の姫君〜
- 小林さんちのメイドラゴン
- 最遊記RELOAD BLAST
- 終末なにしてますか? 忙しいですか? 救ってもらっていいですか?
- sin 七つの大罪
- ゼロから始める魔法の書
- 天使の3P!
- ナイツ&マジック
- バチカン奇跡調査官
- ひなろじ〜from Luck & Logic〜
- 劇場版 Fate/kaleid liner プリズマ☆イリヤ 雪下の誓い
- プリンセス・プリンシパル
- 政宗くんのリベンジ
- 魔法陣グルグル
- つうかあ
- ようこそ実力至上主義の教室へ
- 時間の支配者
- CYBORG009 CALL OF JUSTICE
- きみの声をとどけたい
- このはな綺譚
- ドリフェス!R
- 食戟のソーマ 餐ノ皿
- アイドルマスター SideM
- 牙狼-GARO- -VANISHING LINE-
- クジラの子らは砂上に歌う
- 宇宙戦艦ヤマト2202 愛の戦士たち
- 妹さえいればいい。
- ラブライブ!サンシャイン!!(第2期)

2018年
- アイドリッシュセブン
- citrus
- ヴァイオレット・エヴァーガーデン
- ハクメイとミコチ
- Butlers〜千年百年物語〜
- ウマ娘 プリティーダービー
- 映画 中二病でも恋がしたい! -Take On Me-
- 学園ベビーシッターズ
- メルヘン・メドヘン
- さよならの朝に約束の花をかざろう
- 文豪ストレイドッグス DEAD APPLE
- 魔法少女 俺
- 働くお兄さん!
- リズと青い鳥
- プラネット・ウィズ
- 殺戮の天使
- 転生したらスライムだった件
- ガイコツ書店員 本田さん
- ツルネ -風舞高校弓道部-
- 叛逆性ミリオンアーサー
- 閃乱カグラ SHINOVI MASTER -東京妖魔篇-

2019年
- サークレット・プリンセス
- 荒野のコトブキ飛行隊
- ナカノヒトゲノム【実況中】
- 警視庁 特務部 特殊凶悪犯対策室 第七課 -トクナナ-
- 神田川JET GIRLS

2020年
- 天晴爛漫!
- 神達に拾われた男
- ラブライブ!虹ヶ咲学園スクールアイドル同好会
- 100万の命の上に俺は立っている
- 魔王城でおやすみ
- 魔女の旅々
- 憂国のモリアーティ

2021年
- 回復術士のやり直し
- 怪物事変
- 聖女の魔力は万能です
- チート薬師のスローライフ〜異世界に作ろうドラッグストア〜
- 白い砂のアクアトープ
- RE-MAIN
- ゲッターロボ アーク
- Fate/Grand Carnival
- テスラノート
- 月とライカと吸血姫
- 世界最高の暗殺者、異世界貴族に転生する
- マブラヴ オルタネイティブ
- サクガン
- 逆転世界ノ電池少女

2022年
- 薔薇王の葬列
- トライブナイン
- ヒーラー・ガール
- 史上最強の大魔王、村人Aに転生する
- はたらく魔王さま!!

2023年
- アイドルマスター ミリオンライブ!
- 彼女が公爵邸に行った理由
- ワールドダイスター

2024年
- アイドルマスター シャイニーカラーズ
- 最弱テイマーはゴミ拾いの旅を始めました。
- 大室家 dear sisters / dear friends
- 魔法少女にあこがれて
- 杖と剣のウィストリア
- 恋は双子で割り切れない

#### ゲーム
1999年
- グランツーリスモ2

2000年
- 顔のない月
- サンライズ英雄譚R
- G-SAVIOUR
- ねっとDEぱら
- Pure Mail
- Rainy Blue 〜6月の雨〜

2001年
- 機甲武装Gブレイカー レジェンド オブ クラウディア
- 君が望む永遠
- グリーングリーン
- シスター・プリンセス
- シスター・プリンセス ピュア・ストーリーズ
- スーパーロボット大戦α外伝

2002年
- 妹でいこう!
- in white
- 機動戦士ガンダム戦記 Lost War Chronicles
- スーパーロボット大戦IMPACT
- D.C. 〜ダ・カーポ〜
- ビストロ・きゅーぴっと
- 星のまほろば

2003年
- 朱 -Aka-
- AS DVD 生まれたばかりのLoveSong
- Orange Pocket
- Kissing!! under the mistletoe
- シスター・プリンセス2
- 首都高バトル01
- 私立アキハバラ学園
- 第2次スーパーロボット大戦α
- すくみず 〜フェチ☆になるもんっ!〜
- たまきゅう
- てのひらを、たいように
- 夏色小町
- 夏色☆こみゅにけ〜しょん♪
- プリモプエル おしゃべりは〜とな〜
- ぽぽたん
- White Princess 〜一途にイっても浮気してもOKなご都合主義学園恋愛アドベンチャー!!〜
- マブラヴ
- 魔女っ子ア・ラ・モード
- Maple Colors
- モエかん

2004年
- 愛Cute! キミに恋してる
- グリーングリーン2 恋のスペシャルサマー
- SHUFFLE!
- スーパーロボット大戦MX
- てんたま2wins
- φなる・あぷろーち
- 双恋
- ホームメイド -Homemaid-
- まじぷり -Wonder Cradle-
- Monochrome

2005年
- 秋色恋華
- 怪盗アプリコット
- グリーングリーン3 ハローグッバイ
- 第3次スーパーロボット大戦α 終焉の銀河へ
- School Days
- すくみず2 〜泳・げ・な・い〜
- フタコイ オルタナティブ 恋と少女とマシンガン
- 舞-HiME 運命の系統樹

2006年
- エーデルワイス
- Summer Days
- Strawberry Panic! GIRLS' SCHOOL IN FULLBLOOM
- D.C.II 〜ダ・カーポII〜
- マブラヴ オルタネイティヴ

2007年
- アイコン〜icon〜
- エターナルファンタジー
- キラ☆キラ
- スーパーロボット大戦OG ORIGINAL GENERATIONS
- 涼宮ハルヒの約束

2008年
- らき☆すた 〜陵桜学園 桜藤祭〜

2011年
- 第2次スーパーロボット大戦Z
- 湾岸ミッドナイト MAXIMUM TUNEシリーズ (4以降)

2013年
- アイドルマスター ミリオンライブ!
- 拡散性ミリオンアーサー

2014年
- 第3次スーパーロボット大戦Z
- 乖離性ミリオンアーサー
- オメガクインテット

2015年
- カレイドイヴ
- アイドルマスター SideM
- モンスターストライク
- 夢色キャスト

2016年
- ウマ娘 プリティーダービー

2018年
- アイドルマスター シャイニーカラーズ

#### ドラマ
- キューティーハニー THE LIVE
- トミカヒーロー レスキューファイアー
- ウルトラシリーズ
  - ウルトラマンタイガ
  - ウルトラマンZ
  - ウルトラマントリガー
  - ウルトラマンデッカー
  - ウルトラマンブレーザー

#### ラジオ
- 仮想偶像警察VIP
- でじこさん
- 野川さくらのマシュマロ♪たいむ
- ぴたぴたエンジェル♪
- ぴたぴたエンジェル♪A
- RADIOアニメロミックス
- WEB S.S.D.S. 愛の解体新書
- Ai Death Gun デスガンラジオ
- 茅原実里のradio minorhythm
- ねぶら
- ティアラジオ
- yozuca* Music-Go-Round
- Neo Angelique Abyss 〜陽だまり邸へようこそ〜
- ラジオデュエルラブ
- ひだまりラジオ×365
- ひだまーぶるラジオ
- 進め!狂乱家族計画
- サンライズラヂオEX。
- 緒方恵美の薔薇色天獄・蒼(BLUE)
- スパロボOGネットラジオ うますぎWAVE
- こじからじお
- アキバチック天国
- 橋本みゆき featuring you
- Plume物語 〜Royal Plume Tea〜
- 紅ラジオ おとなの時間
- 畑 亜貴らじお 隷属快美の娘達は恋する旅行少女の夢を見るか
- 中原麻衣・ゆうまおの@ミニシアター
- 元祖らっきー☆ちゃんねる
- Pl@net Sphere
- 空上げラジオ
- みつどもえラジオ「3ちゃんねる」
- おまけラジオ「駄菓子屋」

#### ドラマCD
- 赤の神紋
- 逢魔警察 ソラとアラシ
- 歓楽の都
- キミキス※ドラマCDセカンドシーズン以降
- 銀のヴァルキュリアス
- 子猫・親猫シリーズ
- 天使禁猟区
- Dr.HAYAMI presents S.S.D.S. 愛の解体新書
- ナイトシリーズ
- 僕らはみんな河合荘
- まほデミー週番日誌
- 恋愛カタログ
- 浪漫狩り
- わがままプリズナー

### Mellow Head制作参加
- あかほり外道アワーらぶげ
- AIR（以前はフロンティアワークスとの共同企画でキャラクターCDを発売していた）
- 鍵姫物語 永久アリス輪舞曲
- 絶対少年
- びんちょうタン
- ぺとぺとさん
- ローゼンメイデンシリーズ
- 西の善き魔女 Astraea Testament
- 女子高生 GIRL'S-HIGH
- Soul Link
- SoltyRei

ほか多数。

### I WILL制作参加
ランティス制作作品は除く。
- 犬とハサミは使いよう（2013年、音楽制作協力）
- 食戟のソーマ（2015年）

## 他アニメ関連業者との関係
創業以来、長らく販売・流通をキングレコードに委託していた。元来よりキングレコードがアニメショップ等の流通経路に強い上にランティスの社員数が少ないことが理由であった（創業者の井上によれば創業当時、井上がかつて在籍したネバーランドのディレクターだった重松英俊が役員を務めていたことと大月俊倫がキングレコードを離れていた時期だったことも理由だという）。
同社のアニメ関連事業を担うスターチャイルドとは『あずまんが大王』や『D.C. 〜ダ・カーポ〜』などの音楽制作を請け負っている一部の作品を除けば、関連性は希薄といえる。また『Mellow Head』レーベルに関してはジェネオン・ユニバーサル・エンターテイメントジャパンでの販売・流通を行っている（これはランティスへの吸収合併後も継続されている）。
営業的には旧・エアーズの主要取引先であったバンダイビジュアル（以下BV）との繋がりを創業以来深く持ち、2006年2月にはインターネット上での映像・楽曲配信やプロモーション等の分野での業務提携を発表し5月には第三者割当増資とBV側が井上・伊藤両名の持ち株を譲り受ける形で同社の筆頭株主となり子会社化する。バンダイナムコグループの傘下となった。ただし、BVの子会社化後もBV以外の企業とのタイアップも従来通り継続している。
2008年12月22日に2009年4月3日の出荷分よりMellow HeadおよびGloryHeavenレーベルを除いて原則として販売・流通の委託先をBVに一本化することを発表した。
また、ソニー・ミュージックエンタテインメント（以下SMEJ）傘下のアニプレックス製作のアニメ（『ひだまりスケッチシリーズ』や『刀語』など）の音楽制作を請け負うことも多くなった。

## ライブイベント
ランティス祭り
2009年9月26日・9月27日に、ランティス設立10周年記念として富士急ハイランド・コニファーフォレストにて行われた。
2014年から2015年には設立15周年記念として、日本公演を三重県・大阪府・東京都・宮城県、海外公演をラスベガス・香港・シンガポール・ソウル・上海・台北にて開催。
2019年にはレーベル20周年記念として、日本公演を幕張メッセ、海外公演を上海・ニューヨークにて開催。

## 過去のグループ会社

### オンザラン
株式会社オンザラン（英: ON THE RUN CO.,LTD.）は、過去に存在していた日本のレコード会社。
ランティスとジェネオンエンタテインメントとの合弁により、2004年7月新たに設立。「Mellow Head」（メロウヘッド）のレーベル名でアニメ、声優に関する楽曲を扱う。販売はジェネオンエンタテインメントが担当。
2006年8月31日付けで親会社のランティスに吸収合併された。Mellow Headは同社内のレーベルとして販売体制もそのままで継続され、2011年9月30日に廃止された。
所属アーティストや音楽制作参加作品に関しては#所属アーティストや#Mellow Head制作参加の項を参照。